# Tau2 Eridani
Título a ser usado para criar uma ligação interna é Tau2 Eridani.
Tau2 Eridani (Angetenar, 2 Eridani) é uma estrela na direção da constelação de Eridanus. Possui uma ascensão reta de 02h 51m 02.35s e uma declinação de −21° 00′ 14.3″. Sua magnitude aparente é igual a 4.76. Considerando sua distância de 183 anos-luz em relação à Terra, sua magnitude absoluta é igual a 1.02. Pertence à classe espectral K0III.